# Alada
Alada je stará jednotka hmotnosti používaná v Uzbekistánu. Její hodnota činila přibližně 16 g.